# Набэсима Наотомо (1784—1804)
Набэсима Наотомо (яп. 鍋島 直知, 21 июня 1784 — 21 апреля 1804) — японский даймё периода Эдо, 8-й правитель княжества Оги (1794—1804).

## Биография
Родился в Эдо как старший сын Набэсимы Наомасу, 7-го даймё Оги. Мать, наложница Тами, дочь Хидэсимы Китоси. В 1794 году Наотомо унаследовал княжество в связи с уходом своего отца на покой.
В 1804 году Набэсима Наотомо умер в Эдо в возрасте 19 лет. Поскольку у него не было наследника его младший брат Набэсима Наотака унаследовал княжество Оги.